# 霧島れいか
霧島 れいか（きりしま れいか、1972年〈昭和47年〉8月5日 - ）は、日本の女優。
新潟県新潟市出身、ネストを経てプロダクション尾木所属。以前は吉原 歩の芸名で活動していた。

## 略歴
高校卒業後にOL勤務を経て、名古屋のモデル事務所セントラルジャパンに3年在籍してスチールやCMを中心にモデルとして活動する。
25歳の時に女優を目指して上京し、女優として1998年にテレビドラマ『ブラザーズ』へ出演後は多数のテレビドラマや映画に出演し、2005年に公開された第58回カンヌ国際映画祭受賞作『運命じゃない人』でヒロイン役を演じている。

## 人物
趣味は水泳と海外ドラマ鑑賞で、特技はポールダンスとバレーボールと占術である。
2015年11月15日放送『ボクらの時代』で6年間の結婚歴を公表した。同年齢の映画監督と2007年に結婚して2013年1月末に離婚した。

## 出演

### 映画
- 刑事まつり 軍団刑事っ!
- 催眠（1999年）
- VERSUS（2001年）
- ALIVE（2003年）
- Seventh Anniversary（2003年）
- 死刑確定II・III（2004年） - 武藤沙耶 役
- 下弦の月〜ラスト・クォーター（2004年） - 沙絵 役
- ゴジラ FINAL WARS（2004年）
- 運命じゃない人（2005年） - ヒロイン・桑田真紀 役
- @ベイビーメール（2005年） - 井上美帆 役
- ニューハーフダンク（2005年） - 吉田沙代 役
- イヌゴエ 幸せの肉球（2006年）
- こわい童謡 表の章（2007年）
- YOSHIMOTO DIRECTOR'S 100「上京しない物語」（2007年） - 主演
- ちーちゃんは悠久の向こう（2008年1月19日） - 久野智子 役（声）
- 陰獣（2008年）※フランス映画
- ヘブンズ・ドア（2009年） - 事務員・米沢 役
- ノルウェイの森（2010年） - レイコ 役
- パーマネント野ばら（2010年）
- リアル鬼ごっこ2（2010年6月5日公開） - 佐藤益美 役
- 君へのメロディー（2010年10月9日公開） - 瀬良美津子役
- 七つまでは神のうち（2011年8月公開、スターダストピクチャーズ） - 遠藤真奈 役
- しあわせのパン（2012年） - 未久のママ 役
- 家族ごっこ「鈴木ごっこ」（2015年8月1日） - カツオ 役
- ドライブ・マイ・カー（2021年） - 家福音 役
- 若き見知らぬ者たち（2024年） - 風間麻美 役[5][6]
- 消滅世界（2025年公開予定） - 雫 役[7]

### テレビドラマ
- ブラザーズ（1998年、フジテレビ）
- セミダブル（1999年、フジテレビ）
- 月曜ミステリー劇場 カードGメン・小早川茜（2000年、TBS） - 吉武綾 役
- 花村大介（2000年、フジテレビ）
- ただいま満室（2000年、テレビ朝日）
- 私を旅館に連れてって（2001年、フジテレビ）
- おみやさん2（2003年、テレビ朝日） - 奥瀬理香 役
- 土曜ワイド劇場 事件記者冴子の殺人スクープ(4)（2003年、テレビ朝日） - 大貫美奈代 役
- 人生はフルコース（2006年、NHK） - 生田亜樹 役
- 火曜ドラマゴールド 塀の中の懲りない女たち2（2006年、日本テレビ） - 中島留美(26) 役
- 山田太郎ものがたり 第6話（2007年6月、TBS）
- 土曜ワイド劇場 天才刑事・野呂盆六 第2作「母という名の罠」(2008年4月19日、朝日放送、松竹) - 水沢さやか(OL) 役
- 東京ゴーストトリップ（2008年、テレビ神奈川ほか） - 平松泉 役
- 33分探偵 第8話（2008年） - 母 役
- ザ・クイズショウ（2008年） - 山之辺美雪 役
- 世にも奇妙な物語 （フジテレビ） 
  - '08 秋の特別編「推理タクシー」（2008年9月23日） - 鳥飼久美 役
  - 25周年スペシャル・春 〜人気マンガ家競演編〜「面」（2015年4月11日） - 岡本未来の母親 役
- Room Of King（2008年10月4日 - 、フジテレビ） - 篠原 役
- 土曜ワイド劇場 終着駅シリーズ〜殺人同盟（2009年3月14日、テレビ朝日） - 石野和枝 役
- 妄想姉妹〜文學という名のもとに〜 第11話（2009年3月28日、日本テレビ） - アヤコ 役
- わたしが子どもだったころ（2009年6月10日、NHK）ドラマ部分 - 草刈民代の母親 役
- ふたつのスピカ（2009年6月 - 7月、NHK） - 藤井ルミ 役
- 深夜食堂 第6話（2009年11月13日、毎日放送） - アケミ 役
- パンドラII飢餓列島（2010年4月 - 5月、WOWOW） - 今川咲子 役
- アザミ嬢のララバイ 第8話「月ノホタル」（2010年6月9日、毎日放送） - 主演・竹内姫子 役
- パーフェクト・リポート 第5話（2010年11月14日、フジテレビ） - 森山美代子 役
- 宇宙犬作戦 episode 18（前編・後編）（2010年11月26日、12月3日、テレビ東京） - ジャマール 役
- 古代少女隊ドグーンV 第10話（2010年12月8日、毎日放送） - 江藤妙子 役
- 借王II-運命の報酬-（2011年1月 - 2月、WOWOW） - 石田優子 役
- CONTROL〜犯罪心理捜査〜 第3話（2011年1月25日、フジテレビ） - 秋元恭子 役
- 相棒（テレビ朝日）
  - Season9 第17話（2011年3月2日） - 北園摩耶子 役
  - Season21 第8話（2022年12月7日） - 篠塚由香子 役
- 再生巨流（2011年3月6日、WOWOW） - 黒崎沙織 役
- 金曜プレステージ 警部補・佐々木丈太郎3（2011年6月3日、フジテレビ） - 伊知地美代子 役
- 絶対零度〜特殊犯罪潜入捜査〜 第6話（2011年8月16日、フジテレビ） - 有働三奈子 役
- ラストマネー -愛の値段- 第3話（2011年9月27日、NHK） - 真田啓子 役
- 本日は大安なり（2012年1月 - 3月、NHK） - 白須りえ 役
- ストロベリーナイト 第10話・最終話（2012年3月13日・20日、フジテレビ） - 小林実夏子 役
- 推定有罪（2012年3月 - 4月、WOWOW） - 加山清治の妻 役
- 恋なんて贅沢が私に落ちてくるのだろうか?（2012年、フジテレビTWO）
- D×TOWN 第4弾「スパイ特区」（2012年7月6日、テレビ東京） - 桐野弥生 役
- 息もできない夏（2012年7月 - 9月、フジテレビ） - 片岡亜沙美 役
- ラストホープ（2013年1月 - 3月、フジテレビ） - 斉藤仁美 役
- あぽやん〜走る国際空港 第7話（2013年2月28日、TBS） - アオヤマサキコ 役
- 書店員ミチルの身の上話 最終話（2013年、NHK） - 香月あけみ 役
- 空飛ぶ広報室 第3話（2013年4月28日、TBS） - 鷺坂雪子 役
- 幸せになる3つの買い物「マンションを買った女」（2013年6月25日、関西テレビ・フジテレビ） - 乃木貴子 役
- たべるダケ（2013年7月 - 9月、テレビ東京） - 童門佳代子 役
- 救命病棟24時（第5シリーズ）（2013年7月 - 9月、フジテレビ） - 小島華子 役
- アリスの棘（2014年4月 - 6月、TBS） - 田崎絢芽 役
- 花子とアン（2014年6月、NHK） - 浜口サダ 役
- ST 赤と白の捜査ファイル 第4話（2014年8月6日、日本テレビ） - 山県佐知子 役
- ゼロの真実〜監察医・松本真央〜 第7話（2014年8月28日、テレビ朝日） - 松本夏子 役
- 素敵な選TAXI 第2話（2014年10月21日、関西テレビ・フジテレビ） - 高橋加奈子 役
- リーガルハイ・スペシャル（2014年11月22日、フジテレビ） - 岡部知恵 役
- 天使と悪魔-未解決事件匿名交渉課- 第1話（2015年4月10日、テレビ朝日） - 上田倫子 役
- 恋愛時代（2015年4月2日 - 6月18日、日本テレビ） - 喜多嶋貴子 役
- She（2015年4月18日 - 5月16日、フジテレビ） - 荻原みづき 役
- 3つの街の物語 Episode-1（2015年、TBS） - 東郷恵美 役
- 刑事7人 第7話（2015年8月26日、テレビ朝日） - 溝口幸恵 役
- 癒し屋キリコの約束（2015年） - 平井透子 役
- 掟上今日子の備忘録 第1話（2015年10月10日、日本テレビ） - 蓮根結子 役
- トランジットガールズ（2015年11月 - 12月、フジテレビ） - 志田まどか 役
- ドクターカー 第1話（2016年4月7日、読売テレビ・日本テレビ） - 倉田佐和子 役
- 月曜名作劇場 女取調官4（2016年7月25日、TBS） - 宗方美紗子 役
- キャリア〜掟破りの警察署長〜 第2話（2016年10月16日、フジテレビ） - 大鳥真理恵 役
- 十九歳（2017年3月27日 - 31日、フジテレビTWO ドラマ・アニメ; 2017年4月5日、フジテレビ） - 祐村浅子 役
- 残酷な観客達（2017年5月18日 - 7月、日本テレビ） - 美和 役
- 奥様は、取り扱い注意（2017年11月15日、日本テレビ） - 友恵 役
- 名刺ゲーム（2017年11月、WOWOW） - 神田由美 役
- もみ消して冬〜わが家の問題なかったことに〜（2018年1月、日本テレビ） - 北沢早和子 役
- FINAL CUT（2018年3月13日、関西テレビ・フジテレビ） - 百々瀬薫 役
- 京都南署鑑識ファイル12（2018年4月1日、テレビ朝日） - 木下真知子 役
- 花のち晴れ〜花男 Next Season〜（2018年4月 - 6月、TBS） - 神楽木律子 役
- dele 第6話（2018年8月31日、テレビ朝日） - 石森美穂 役
- THE GOOD WIFE / グッドワイフ 第4話（2019年2月3日、TBS） - 宇佐美沙織 役
- JOKER×FACE ＃8（2019年3月5日、フジテレビ） - 柳明子 役
- 白衣の戦士! 第4話（2019年5月8日、日本テレビ） - 平井美紀 役[8]
- 緊急取調室 3rd SEASON 第8話（2019年6月6日、テレビ朝日） - 宇佐美友香 役
- シャーロック 第6話（2019年11月11日、フジテレビ） - 高遠美樹 役
- 絶メシロード 第10話（2020年3月28日、テレビ東京） - 岩田寿弥恵 役
- 夜がどれほど暗くても（2020年11月22日 - 12月13日、WOWOW） - 星野希久子 役
- 24 JAPAN 第10話 -（2020年12月11日 - 2021年3月26日、テレビ朝日） - 小畑緑子 役
- 遺留捜査 第6シリーズ 第5話（2021年2月11日、テレビ朝日） - 倉持碧 役
- 金田一少年の事件簿 第9話・第10話（2022年6月26日・7月3日、日本テレビ） - 響静歌 役
- プリズム（2022年7月12日 - 9月13日、NHK総合） - 森下章子 役
- DORONJO / ドロンジョ（2022年10月7日 - 12月16日、WOWOW） - 躑躅我鸞 役[9]
- 藤子・F・不二雄 SF短編ドラマ「親子とりかえばや」（2023年4月23日、NHK BSプレミアム・NHK BS4K） - スナックのママ 役
- Dr.チョコレート 第3話・第5話（2023年5月6日・5月20日、日本テレビ） - 香織 役[10]
- 雛菊 警視庁強行犯係 樋口顕（2023年6月26日、テレビ東京） - 草間季衣 役[11]
- 東京貧困女子。-貧困なんて他人事だと思ってた-（2023年11月17日 - 12月22日、WOWOW） - 川上典子 役[12]
- 白暮のクロニクル（2024年3月1日 - 、WOWOW） - 伊集幸絵 役[13]
- 坂の上の赤い屋根（2024年3月3日 - 、WOWOW） - 青田早智子 役[14]
- 秘密〜THE TOP SECRET〜 第7話・第8話（2025年3月10日・17日、関西テレビ・フジテレビ） - 千堂朱美 役
- 雨上がりの僕らについて（2025年7月3日 - 、テレビ東京） - 真城美都子 役[15]

### ネットドラマ
- キキコミ 第6話（2007年、ニフティ） - タナカトモコ 役
- 臨床犯罪学者 火村英生の推理 Another Story2・3（2016年3月27日よりHulu限定配信、日本テレビ） - 鳴海珠理奈 役
- アイアムアヒーロー はじまりの日（2016年4月9日、dTV） - 惠村医局長 役
- ウルトラマンオーブ THE ORIGIN SAGA 第2・7話（2017年1月2日・2月6日、Amazonプライム・ビデオ） - ザナミ 役
- CROW'S BLOOD（2017年7月23日[注 1] - 8月27日、Hulu） - 宇津井佐和子 役[16]
- 宇宙を駆けるよだか（2018年8月1日 - 9月5日、Netflix） - あゆみの母 役
- わかっていても the shapes of love（2024年12月9日 - 30日、ABEMA・Netflix） - 香坂美月 役[17]

### CM
- 大和証券
- サントリー マグナムドライ
- 日本小型自動車振興会
- オートレース
- ライオン Free&Free
- 白鶴酒造
- ソニー サイバーショットT10・T50（2006年）山中愛莉、杉山彩乃、郡山博文、工藤信宏と共演
- 東京ディズニーランド ディズニー・プリンセス・デイズ"ミニーの夢見るティアラ"（2007年）古澤龍児と共演
- 三菱自動車 デリカD:5（2007年）四方堂亘、藤崎剛、吉田里琴と共演
- カルピス アミールS（2007年）木梨憲武、坂本昴哉、藤田悠希と共演
- 花王 ワイドハイター（2007年）
- 大京 ライオンズマンション（2007年）
- リクルート カーセンサー（2008年） - カーセンセー 役
- 資生堂 HAKU（2012年）

### PV
- Every Little Thing 「fragile」